# Hallehus
Et hallehus er en stor bred bygning med et sort centralt rum, som blev brugt til både stald, lade og beboelse. Husene har som regel indgang i gavlen. Meget kendt er den tyske saksergård.
| Bygning eller seværdighed | Spire Denne artikel om en bygning, et bygningsværk eller en seværdighed er en spire som bør udbygges. Du er velkommen til at hjælpe Wikipedia ved at udvide den. |